# Spital Wallis
Das Spital Wallis (französisch: Hôpital du Valais) ist ein öffentlich-rechtlicher Verbund mehrerer Gesundheitseinrichtungen im Schweizer Kanton Wallis.
Er entstand im Jahr 2004 unter der Bezeichnung Gesundheitsnetz Wallis (GNW), französisch Réseau Santé Valais (RSV), als Zusammenschluss von zehn Einrichtungen, erhielt im Jahr 2010 seinen aktuellen Namen und ist heute mit fast 5'200 Mitarbeitern der grösste Arbeitgeber im Kanton. Der Jahresumsatz liegt bei über einer halben Milliarde Schweizer Franken (derzeit 656 Mio.).

## Struktur

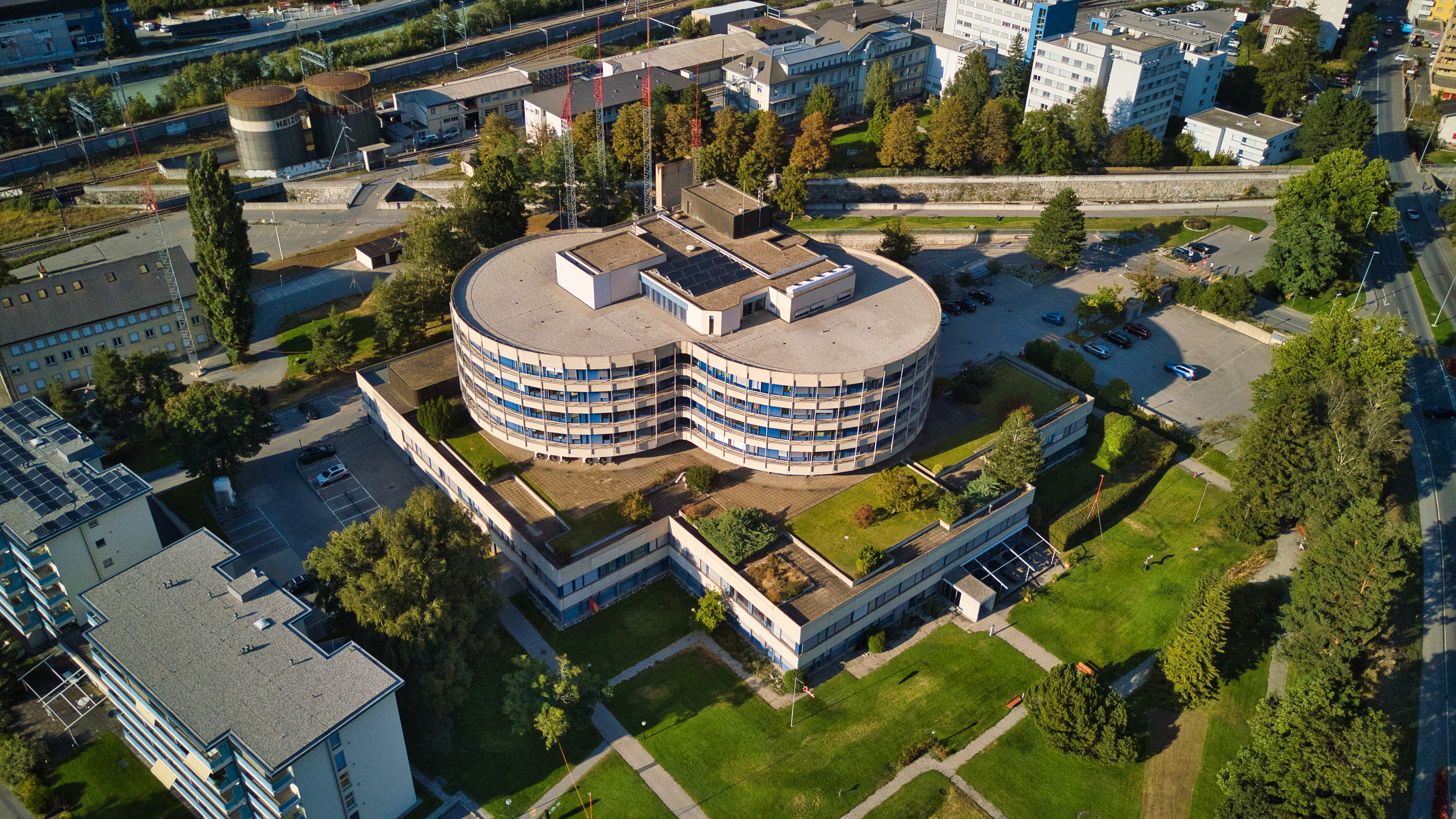
Spital Brig

Das Spital Wallis besteht aus zwei Spitalzentren und einem Zentralinstitut der Spitäler (ZIS):
- Zum Spitalzentrum des französischsprachigen Wallis (CHVR für Centre Hospitalier du Valais Romand) gehören:
  - die Spitäler Martinach (Martigny), Sitten (Sion) und Siders (Sierre)
  - das Walliser Zentrum für Pneumologie in Montana (CVP für Centre Valaisan de Pneumologie)
  - die Kliniken Saint-Amé in Saint-Maurice und Sainte-Claire in Siders
  - die Psychiatrischen Institutionen des Mittel- und Unterwallis (IPVR für Institutions Psychiatriques du Valais Romand), die im Hôpital de Malévoz in Monthey integriert sind

- Zum Spitalzentrum Oberwallis (SZO) gehören (inklusive Psychiatrie PZO):
  - Spital Visp
  - Spital Brig

- Das ZIS erbringt fachgebietübergreifende Leistungen für alle Bereiche und Standorte des Spital Wallis, insbesondere für die Bereiche Labormedizin, Spitalapotheke, ärztliche Sprechstunden, Epidemiologie und Informatik.

Die beiden Spitalzentren bieten vor allem Leistungen der Akutsomatik, Palliativpflege, Rehabilitation, Psychiatrie und Wartebetten an. Hochspezialisierte Leistungen sind im Spital Sitten konzentriert, wo auch die Hauptverwaltung des Verbundes sitzt.